# Aniceto da Portela
Aniceto José de Andrade, mais conhecido como Aniceto da Portela (Rio de Janeiro, 12 de agosto de 1912 — Rio de Janeiro, 7 de julho de 1982), foi um cantor e compositor brasileiro.
Integrante da Velha Guarda da Portela, Aniceto era irmão dos também sambistas Mijinha e Manaceia. Sambista da Portela, é o autor de Desengano, canção que muitas vezes é atribuída a Aniceto do Império e que foi gravada no álbum Portela, passado de glória, produzido por Paulinho da Viola em 1970.
Aniceto da Portela também é autor do lindo samba Madrugada, gravado pela Velha Guarda da Portela em 1980 e regravada pela pastora Surica.